# Vielle-Tursan
Vielle-Tursan est une commune du Sud-Ouest de la France, située dans le département des Landes (région Nouvelle-Aquitaine).

## Géographie

### Localisation
Commune située dans le Tursan, dans le vignoble de Tursan, à la limite de la Chalosse à l'ouest, à 9 km des Pyrénées-Atlantiques au sud.
Sa préfecture Mont-de-Marsan est à 24 km au nord, 
Aire-sur-l'Adour à 15 km à l'est, Hagetmau à 11 km à l'ouest,Pau (Pyrénées-Atlantiques) à 42 km au sud-sud-est (distances à vol d'oiseau).

### Communes limitrophes
Les communes limitrophes sont  Aubagnan, Bats, Coudures, Fargues, Montsoué, Saint-Loubouer et Sarraziet.
| Montsoué Sarraziet | Fargues       |                |
| Coudures Aubagnan  | Vielle-Tursan | Saint-Loubouer |
|                    | Bats          |                |

### Hydrographie
Le Bas, affluent de rive droite du Gabas, traverse les terres de la commune.

### Climat
Pour des articles plus généraux, voir Climat de la Nouvelle-Aquitaine et Climat des Landes.
Historiquement, la commune est exposée à un climat océanique aquitain.  
En 2020, Météo-France publie une typologie des climats de la France métropolitaine dans laquelle la commune est exposée à un climat océanique et est dans la région climatique  Aquitaine, Gascogne, caractérisée par une pluviométrie abondante au printemps, modérée en automne, un faible ensoleillement au printemps, un été chaud (19,5 °C), des vents faibles, des brouillards fréquents en automne et en hiver et des orages fréquents en été (15 à 20 jours).
Pour la période 1971-2000, la température annuelle moyenne est de 13,1 °C, avec une amplitude thermique annuelle de 14,6 °C. Le cumul annuel moyen de précipitations est de 1 071 mm, avec 12 jours de précipitations en janvier et 7,5 jours en juillet. Pour la période 1991-2020, la température moyenne annuelle observée sur la station météorologique la plus proche, située sur la commune d'Urgons à 3 km à vol d'oiseau, est de 14,0 °C et le cumul annuel moyen de précipitations est de 1 009,4 mm,. Pour l'avenir, les paramètres climatiques de la commune estimés pour 2050 selon différents scénarios d'émission de gaz à effet de serre sont consultables sur un site dédié publié par Météo-France en novembre 2022.

## Urbanisme

### Typologie
Au 1er janvier 2024, Vielle-Tursan est catégorisée commune rurale à habitat très dispersé, selon la nouvelle grille communale de densité à sept niveaux définie par l'Insee en 2022.
Elle est située hors unité urbaine. Par ailleurs la commune fait partie de l'aire d'attraction de Mont-de-Marsan, dont elle est une commune de la couronne,. Cette aire, qui regroupe 101 communes, est catégorisée dans les aires de 50 000 à moins de 200 000 habitants,.

### Occupation des sols

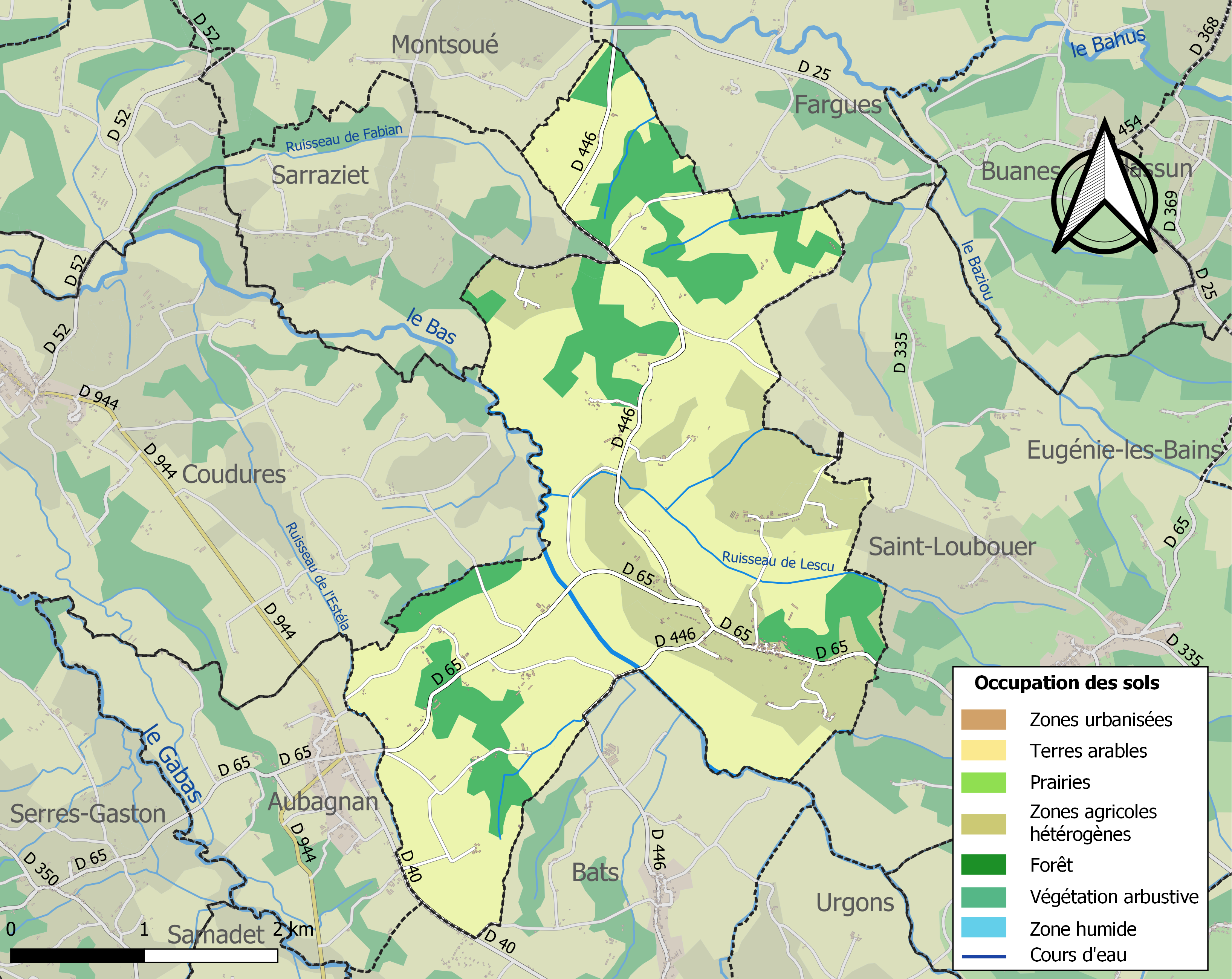
Carte des infrastructures et de l'occupation des sols de la commune en 2018 (CLC).

L'occupation des sols de la commune, telle qu'elle ressort de la base de données européenne d’occupation biophysique des sols Corine Land Cover (CLC), est marquée par l'importance des territoires agricoles (82,3 % en 2018), une proportion sensiblement équivalente à celle de 1990 (81,8 %). La répartition détaillée en 2018 est la suivante : 
terres arables (62,4 %), zones agricoles hétérogènes (19,9 %), forêts (17,7 %). L'évolution de l’occupation des sols de la commune et de ses infrastructures peut être observée sur les différentes représentations cartographiques du territoire : la carte de Cassini (XVIIIe siècle), la carte d'état-major (1820-1866) et les cartes ou photos aériennes de l'IGN pour la période actuelle (1950 à aujourd'hui).

### Risques majeurs
Le territoire de la commune de Vielle-Tursan est vulnérable à différents aléas naturels : météorologiques (tempête, orage, neige, grand froid, canicule ou sécheresse), feux de forêts, mouvements de terrains et séisme (sismicité faible). Il est également exposé à un risque technologique, le transport de matières dangereuses. Un site publié par le BRGM permet d'évaluer simplement et rapidement les risques d'un bien localisé soit par son adresse soit par le numéro de sa parcelle.

#### Risques naturels
Vielle-Tursan est exposée au risque de feu de forêt. Depuis le 20 avril 2016, les départements de la Gironde, des Landes et de Lot-et-Garonne disposent d’un règlement interdépartemental de protection de la forêt contre les incendies. Ce règlement vise à mieux prévenir les incendies de forêt, à faciliter les interventions des services et à limiter les conséquences, que ce soit par le débroussaillement, la limitation de l’apport du feu ou la réglementation des activités en forêt. Il définit en particulier cinq niveaux de vigilance croissants auxquels sont associés différentes mesures,.
Les mouvements de terrains susceptibles de se produire sur la commune sont des tassements différentiels.

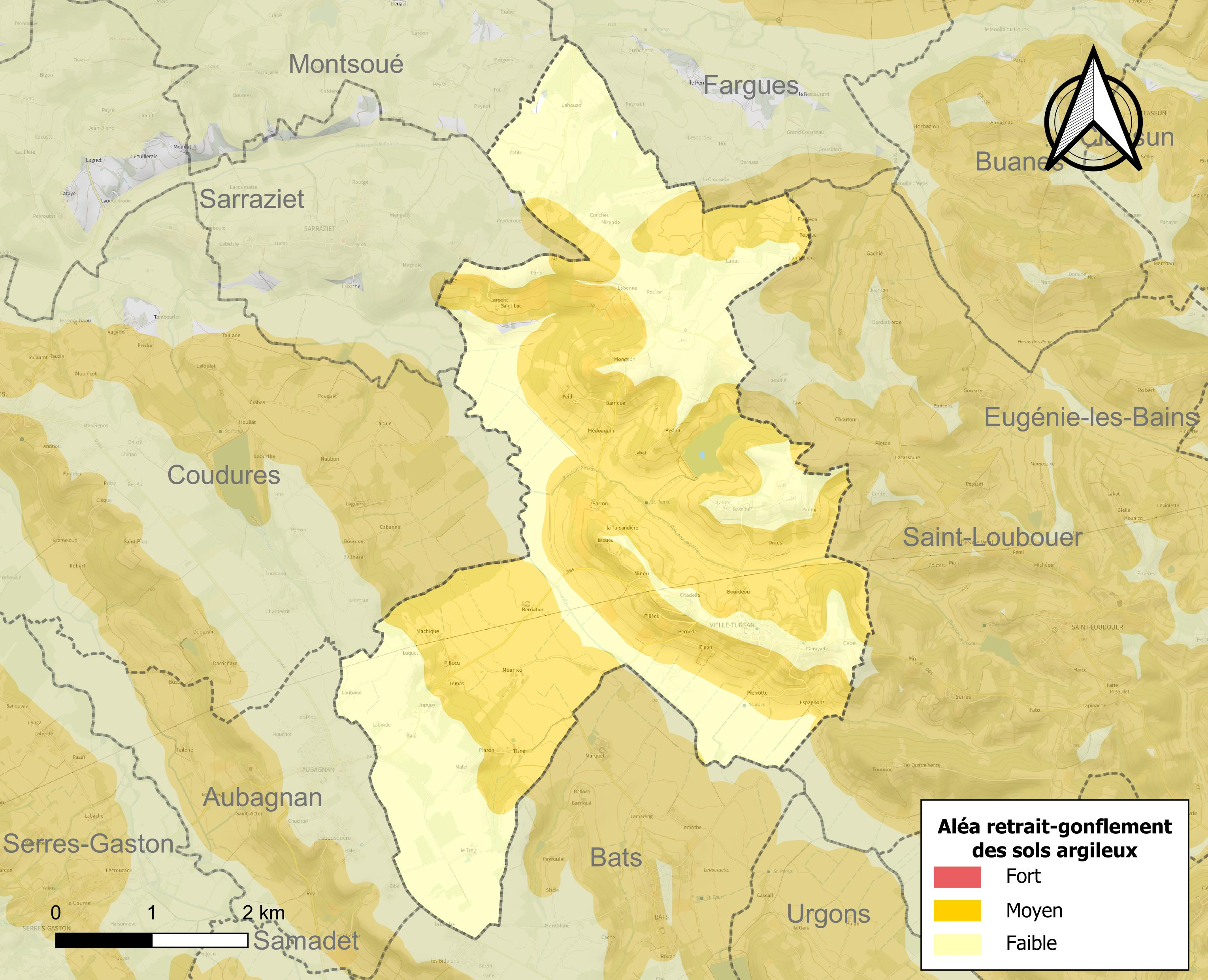
Carte des zones d'aléa retrait-gonflement des sols argileux de Vielle-Tursan.

Le retrait-gonflement des sols argileux est susceptible d'engendrer des dommages importants aux bâtiments en cas d’alternance de périodes de sécheresse et de pluie. 54,7 % de la superficie communale est en aléa moyen ou fort (19,2 % au niveau départemental et 48,5 % au niveau national). Sur les 151 bâtiments dénombrés sur la commune en 2019, 70 sont en aléa moyen ou fort, soit 46 %, à comparer aux 17 % au niveau départemental et 54 % au niveau national. Une cartographie de l'exposition du territoire national au retrait gonflement des sols argileux est disponible sur le site du BRGM,.
La commune a été reconnue en état de catastrophe naturelle au titre des dommages causés par les inondations et coulées de boue survenues en 1999 et 2009 et par des mouvements de terrain en 1999

#### Risques technologiques
Le risque de transport de matières dangereuses sur la commune est lié à sa traversée par une ou des infrastructures routières ou ferroviaires importantes ou la présence d'une canalisation de transport d'hydrocarbures. Un accident se produisant sur de telles infrastructures est susceptible d’avoir des effets graves sur les biens, les personnes ou l'environnement, selon la nature du matériau transporté. Des dispositions d’urbanisme peuvent être préconisées en conséquence.

## Histoire
Pour un article plus général, voir Histoire des Landes.

### Protohistoire

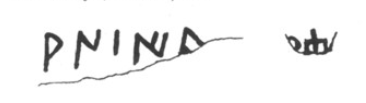
Inscription ibère,
tumulus de la lande Mesplède.

Les tumulus de la lande Mesplède, souvent cités comme "les tumulus de Vielle-Aubagnan", se trouvent sur Vielle, entre Vielle à l'est et Aubagnan à l'ouest.
L'un de ces tumulus, exploré en 1914 par Pierre-Eudoxe Dubalen, a livré parmi son mobilier les restes de deux fragments que l'on interprète aujourd’hui comme deux phiales en argent avec des inscriptions ibériques particulièrement intrigantes. La sépulture a été datée par son mobilier de l'époque du second âge du fer, et vraisemblablement de la fin du IIe siècle av. J.-C.. Les phiales auraient été fabriquées dans un atelier de la basse vallée de l'Èbre à la fin du IIIe siècle av. J.-C.. Ces inscriptions ont fait l'objet d'une abondante littérature scientifique ; à ce jour les débats ont toujours cours quant à l'interprétation de cette découverte pour déterminer la part et les modalités de l'influence ibérique en Aquitaine avant la conquête romaine,,.

### Époque gallo-romaine, Moyen Âge
Probablement occupé dès la période gallo-romaine, le site de Vielle-Tursan s'est développé autour d'un castrum dont l'existence était mentionnée en 1279 et qui fut construit sur une pointe du promontoire où est le village. Vielle-Tursan fut avec Urgons une des seigneuries de la famille Castelnau. Par son testament  du 14 avril 1374, Raymond Bernard de Castelnau, se préparant à partir pour l'Angleterre, désire être enseveli en l'église de Vielle, s'il vienne à mourir en pays étranger.

### Temps modernes
Au XVIe siècle, Vielle n'appartient plus au Castelnau. On y trouve en 1566, Antoine de Montesquieu, seigneur de Sainte-Colombe, ensuite Jehan d'Artiguenave, originaire de Mont-de-Marsan. Pierre d'Artiguenave épousa Thérèse de Chambre. Plus tard, la baronnie de Vielle passa aux d'Antin, de Sauveterre-de-Béarn. Pierre d'Antin prit part à l'assemblée des Trois Ordres en 1789 à Tartas.
À un certain moment, Vielle fut en possession de l'abbaye de Saint-Sever. C'est sans doute alors que les moines bénédictins ont mis à l'honneur la culture en Tursan. Vielle fut renommée pour ses crus dont la gloire atteint son apogée au XVIIe siècle.
En 1759, Vielle-Tursan est désigné sous le nom de Vielle-en-Chalosse, la Chalosse prise ici dans un sens extensif.

## Politique et administration
| Période                                  | Période  | Identité       | Étiquette | Qualité      |
| ---------------------------------------- | -------- | -------------- | --------- | ------------ |
| 1995                                     | 2014     | Annie Darracq  | PS        | Agricultrice |
| avril 2014                               | en cours | Benoit Laborde | PS        | Agriculteur  |
| Les données manquantes sont à compléter. |          |                |           |              |

## Démographie
L'évolution du nombre d'habitants est connue à travers les recensements de la population effectués dans la commune depuis 1793. Pour les communes de moins de 10 000 habitants, une enquête de recensement portant sur toute la population est réalisée tous les cinq ans, les populations de référence des années intermédiaires étant quant à elles estimées par interpolation ou extrapolation. Pour la commune, le premier recensement exhaustif entrant dans le cadre du nouveau dispositif a été réalisé en 2005.

En 2022, la commune comptait 283 habitants, en évolution de +9,27 % par rapport à 2016 (Landes : +5,78 %, France hors Mayotte : +2,11 %).
| 1793 | 1800 | 1806 | 1821 | 1831 | 1836 | 1841 | 1846 | 1851 |
| ---- | ---- | ---- | ---- | ---- | ---- | ---- | ---- | ---- |
| 776  | 740  | 858  | 678  | 855  | 855  | 895  | 890  | 807  |

| 1856 | 1861 | 1866 | 1872 | 1876 | 1881 | 1886 | 1891 | 1896 |
| ---- | ---- | ---- | ---- | ---- | ---- | ---- | ---- | ---- |
| 802  | 770  | 745  | 700  | 678  | 674  | 641  | 649  | 620  |

| 1901 | 1906 | 1911 | 1921 | 1926 | 1931 | 1936 | 1946 | 1954 |
| ---- | ---- | ---- | ---- | ---- | ---- | ---- | ---- | ---- |
| 615  | 624  | 531  | 461  | 448  | 434  | 418  | 367  | 349  |

| 1962 | 1968 | 1975 | 1982 | 1990 | 1999 | 2005 | 2006 | 2010 |
| ---- | ---- | ---- | ---- | ---- | ---- | ---- | ---- | ---- |
| 371  | 345  | 339  | 310  | 301  | 291  | 302  | 302  | 289  |

| 2015 | 2020 | 2022 | - | - | - | - | - | - |
| ---- | ---- | ---- | - | - | - | - | - | - |
| 263  | 278  | 283  | - | - | - | - | - | - |

## Lieux et monuments
- Église Saint-Jean-Baptiste de Vielle-Tursan.
- Le lavoir : la source qui l'alimente date de l'époque quaternaire. Le lavoir date de 1891. On y accède très aisément depuis la place de la Mairie. Le linge était lavé avec des cendres. Le lavoir était considéré comme un lieu de rencontre entre les habitants du village. Ses abords sont fleuris et invitent au repos ou à la méditation. Son entretien est assuré par les adhérents du Club du 3e âge et la municipalité.

## Personnalités liées à la commune
- Le général Castaing (1858), né à Vielle avait commandé la 122e division à Salonique (Expédition de Salonique) pendant la Première Guerre mondiale. Il est l'auteur des Méditations et pensées de guerre.
- Le hameau d'Aydren est le berceau de la famille Daydren, né en 1863 et qui fit une brillante carrière militaire au Tonkin et Madagascar sous Hubert Lyautey et Joseph Gallieni. Général de brigade en 1917, il s'est illustré dans la région de Verdun et devient général de division en 1919. Il est mort en 1940 à Mont-de-Marsan.